# Betty Blythe
Betty Blythe, född 1 september 1893 i Los Angeles, Kalifornien, död 7 april 1972 i Woodland Hills, Kalifornien, var en amerikansk skådespelare. Blythe slog igenom som stumfilmsskådespelare under 1910-talet och var fortsatt populär fram till ljudfilmens genombrott mot slutet av 1920-talet. Framförallt väckte hon uppmärksamhet för sina för tiden vågade scenkläder i filmversionen av Drottningen av Saba 1921. Hon fortsatte medverka i film fram till 1964, men nästan alltid i småroller som inte stod omnämnda i rollistorna.
Blythe har tilldelats en stjärna på Hollywood Walk of Fame.

## Filmografi (i urval)
- 1918 – Ett vad om liv och död
- 1920 – Den farliga våren
- 1920 – Undan lagens arm
- 1921 – Drottningen av Saba
- 1921 – Mother o'Mine
- 1924 – Nygifta fruns äventyr
- 1925 – Hon
- 1927 – Mysteriet kring doktorinnan Brent
- 1928 – Romantik
- 1933 – En enda natt (ej krediterad)
- 1937 – Det spökar på sta'n (ej krediterad)
- 1939 – Kvinnorna (ej krediterad)
- 1943 – Här kommer jag! (ej krediterad)
- 1945 – De skulle offras (ej krediterad)
- 1946 – Vilse (ej krediterad)
- 1947 – Här kommer en annan (ej krediterad)
- 1948 – Brev från en okänd kvinna (ej krediterad)
- 1949 – Vi dansar igen! (ej krediterad)
- 1951 – Mord i Hollywood
- 1956 – Han som älskade livet (ej krediterad)
- 1964 – My Fair Lady (ej krediterad)